# Nachtwächter-Brunnen (Hannover)

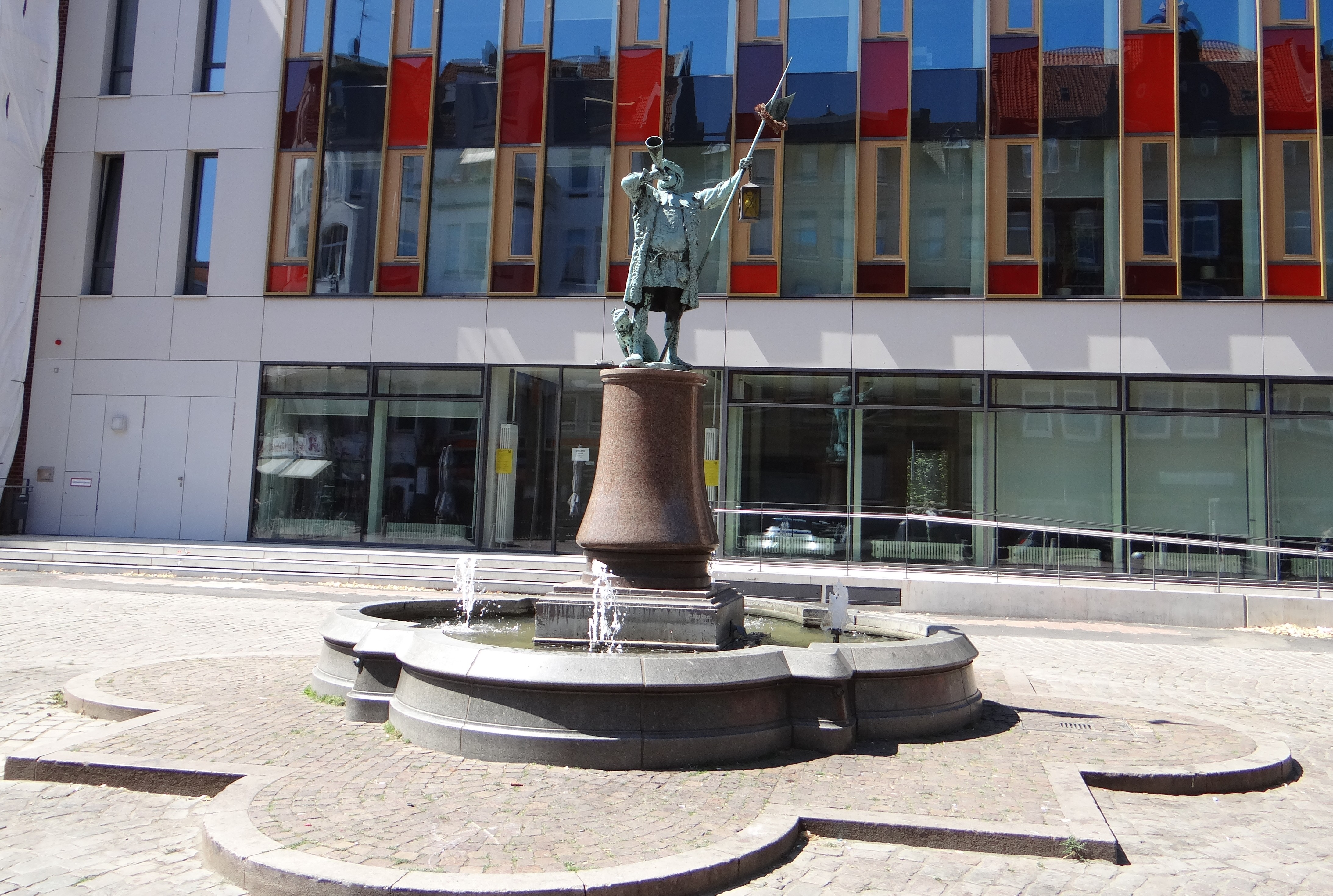
Der Nachtwächter-Brunnen auf dem Lindener Marktplatz vor dem Neuen Lindener Rathaus

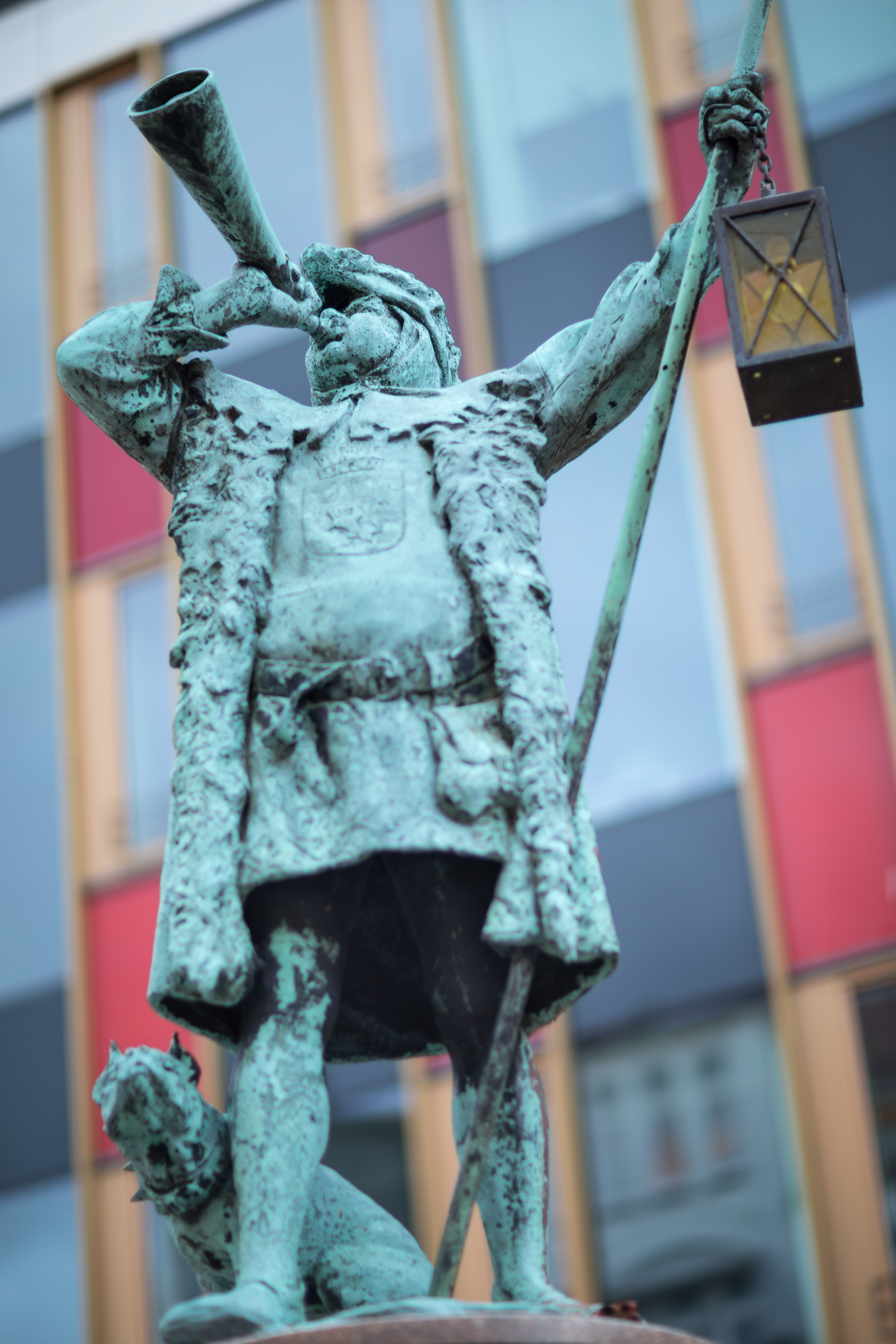
Der Horn blasende Nachtwächter mit Wachhund, Laterne und Hellebarde

Der Nachtwächter-Brunnen in Hannover ist eine denkmalgeschützte Brunnenanlage nach einem Modell des Bildhauers Hans Dammann im heute hannoverschen Stadtteil Linden-Mitte. Die von Bürgern der ehemals selbstständigen Industriestadt Linden im Jahr 1896 gestiftete Anlage gehört zur ursprünglichen Ausstattung des Lindener Marktplatzes – „[...] seit jenem Jahr wird hier Wochenmarkt gehalten“.

## Geschichte und Beschreibung
Nachdem die Ausschreibung eines Wettbewerbs für den in der Stadt Hannover am Holzmarkt gewünschten Oskar-Winter-Brunnen beendet war, hatten die Einsender im Jahr 1895 insgesamt 35 verschiedene Brunnenmodelle vorgeschlagen, die dann im Kestner-Museum ausgestellt wurden. Dort fand sich auch das Modell „Der Thürmer“, das vermutlich an den alten Türmer der Marktkirche in der Altstadt Hannovers erinnern sollte: Friedrich Schwarze hieß der letzte Türmer Hannovers, der bis 1907 seinen Dienst im Kirchturm versah und dessen Vorgänger abends von den jeweiligen Nachtwächtern abgelöst worden waren.
Zwar war das Modell „Der Thürmer“ nicht auf einen der ersten Plätze nach der Ausschreibung gewählt worden, doch Hermann Heinrich Stephanus, der hannoversche Senator und stellvertretende Bürgermeister des zur eigenständigen Industriestadt erhobenen Ortes Linden zeigte sich begeistert. Er empfahl dem Lindener Magistrat, der kurz zuvor im Jahr 1894 den neuen Lindener „Marktplatz“ anlegen ließ, den Ankauf des „Thürmers“ mittels Spenden. Doch der Vorschlag stieß anfangs auf ein geteiltes Echo, da der Thürmer-Brunnen zum einen für Hannover offenbar nicht gut genug gewesen war, und zum anderen in die seinerzeit selbständige und aufstrebende Industriestadt Linden ein „Nachtwächter“ kaum als geeignetes Symbol für Fortschritt und Moderne erschien. In den hannoverschen und lindener Tageszeitungen war darüber hinaus zu lesen, dass keine Lindener Künstler beteiligt worden waren, da der Brunnenentwurf von dem Bildhauer Hans Dammann aus Berlin stammte.
Doch Stephanus argumentierte geschickt mit einer eigenen Spende von 5000 Mark und führte damit die Liste der Spender aus Bürgern und Firmen an, die bereits im Winter 1895 knapp 16000 Mark zusammengebracht hatten. Kaum ein Jahr später konnte der „Nachtwächter-Brunnen“ an seinem ersten Standort gegenüber der Einmündung der Schwalenberger Straße und in Sichtweite der Villa Stephanus mit einem Festakt im September 1896 eingeweiht werden, noch vor dem Baubeginn des Neuen Lindener Rathauses.
Um 1914 wurde der Nachtwächter-Brunnen dann auf seinen endgültigen Platz versetzt.
Nach der Machtergreifung durch die Nationalsozialisten und dem Beginn des Zweiten Weltkrieges wurde die Skulptur des Nachtwächters im Zuge der „Ablieferungspflicht“ für die Rohstoff-Sammlungen zur Einschmelzung und Nutzung zu militärischen Zwecke abgebaut.
Erst nach der Gründung der Bundesrepublik Deutschland konnte der Nachtwächter und sein Hund im Jahr 1949 schließlich doch noch wieder aufgefunden werden – in Hamburg. Lediglich die ehemals am Brunnen angebrachten Symbole für die Nacht, der Kater und die Fledermäuse, blieben verschwunden. Und auch der alte Sockel war zerstört worden. Da auch der ehemalige „Gutenberg-“ beziehungsweise Ebhardt-Brunnen vor dem Neuen Rathaus der Landeshauptstadt Hannover nicht mehr benötigt wurde, wurde dessen Sockel nun am Lindener Marktplatz aufgestellt, so dass der Nachtwächter 1950 an seinen alten Standort zurückkehren konnte. Die vier heute noch sichtbaren Löcher am Sockel trugen ursprünglich ein Schild mit einer Widmung von Heinrich Ebhardt.

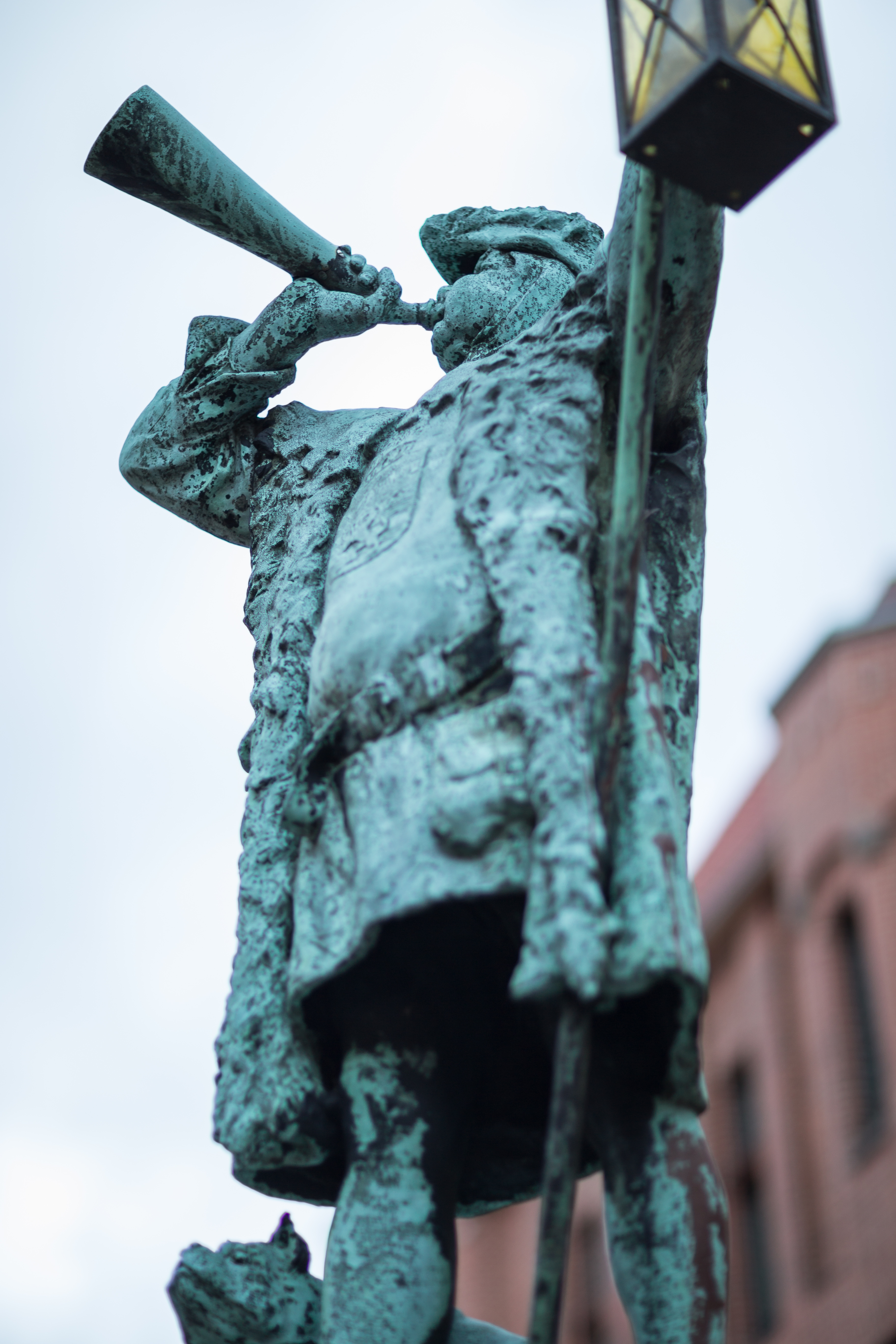
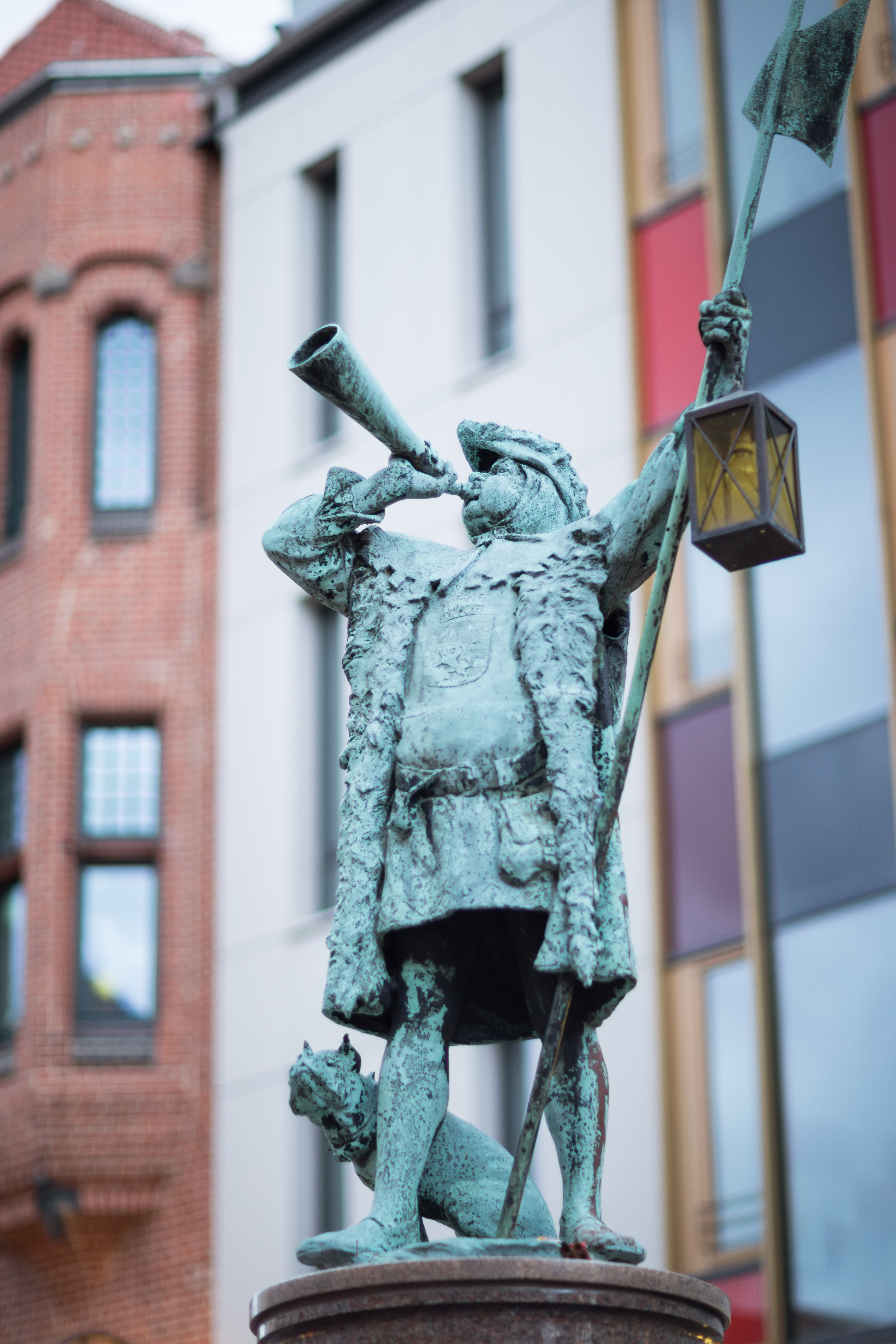
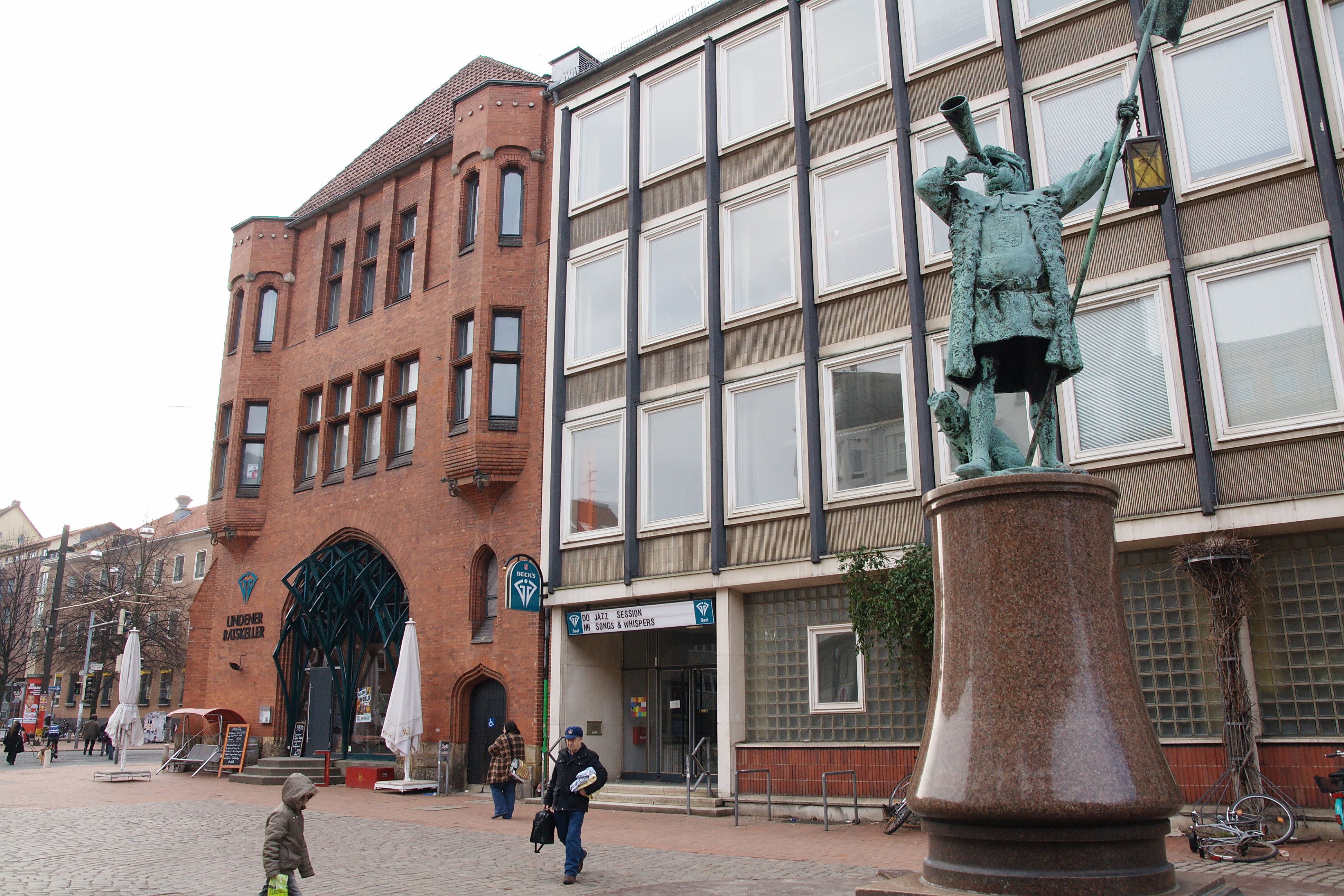
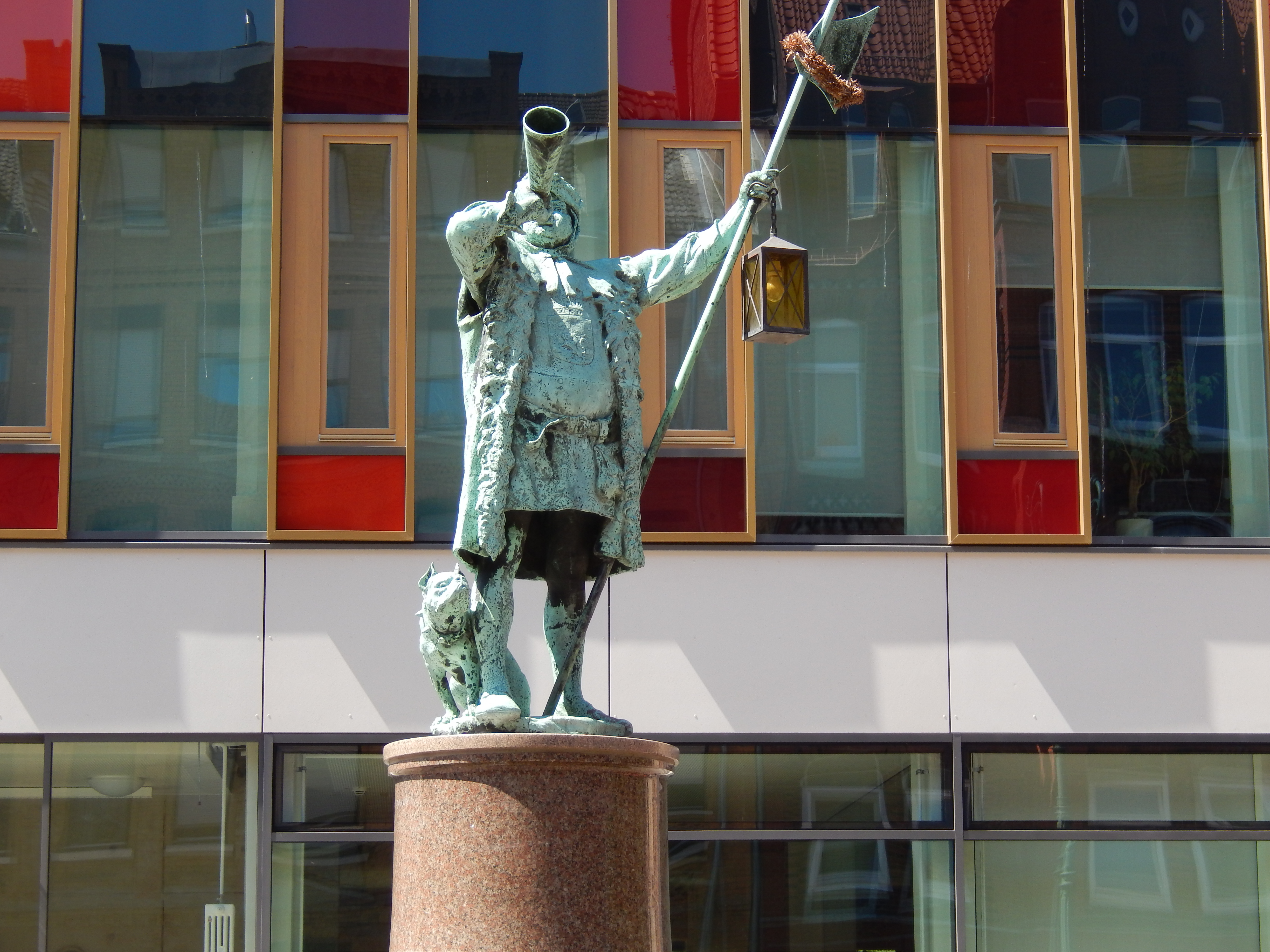
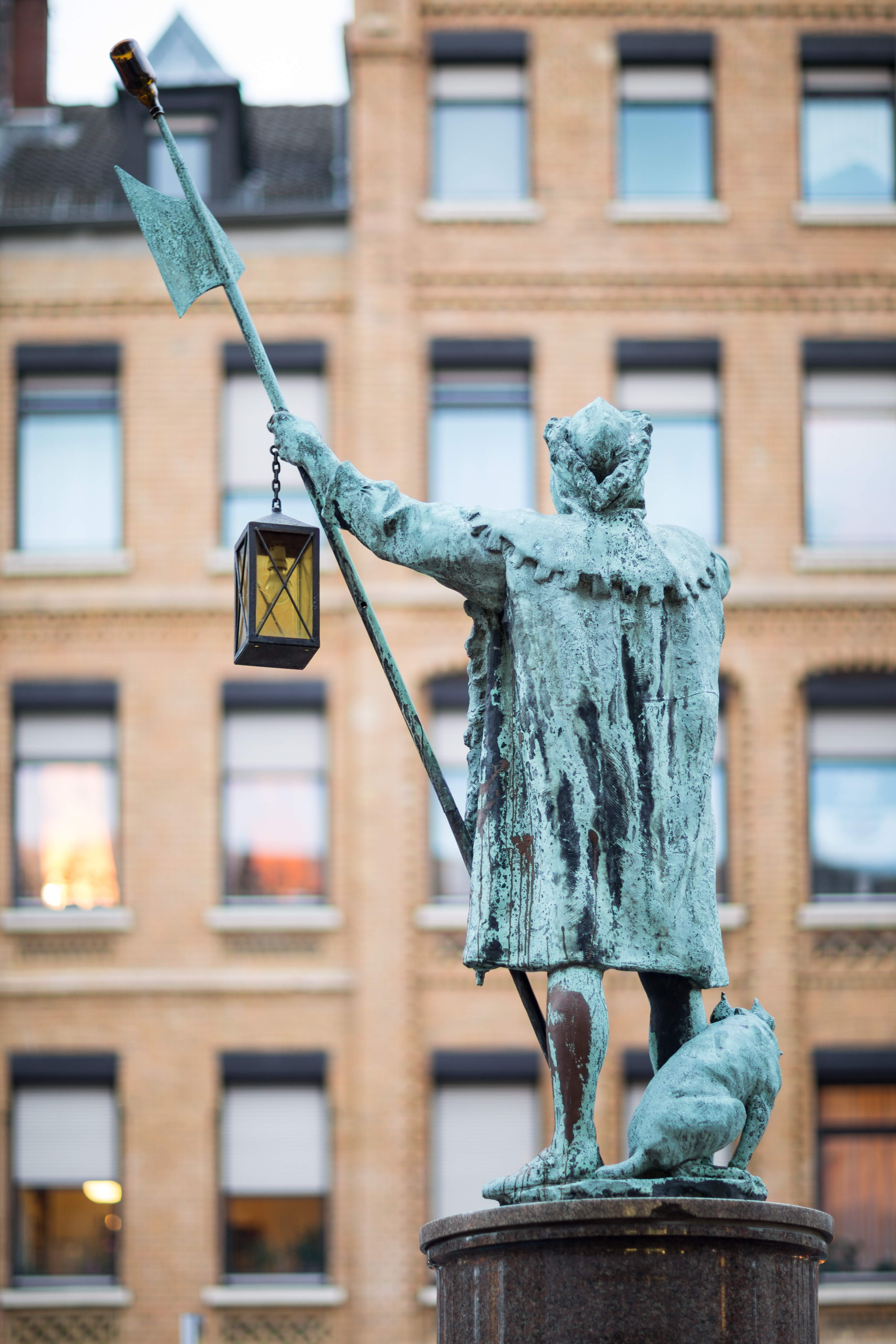